# District historique de Gruene
Le district historique de Gruene (en anglais : Gruene Historic District) est un district historique de New Braunfels, dans le comté de Comal, au Texas. Inscrit au Registre national des lieux historiques depuis le 21 avril 1975, il comprend notamment le Gruene Hall, une salle de danse réputée, mais aussi le H. D. Gruene Mercantile, un bâtiment commercial.